# Leucania nohirae
Leucania nohirae är en fjärilsart som beskrevs av Matsumura 1926. Leucania nohirae ingår i släktet Leucania och familjen nattflyn. Inga underarter finns listade i Catalogue of Life.